# Chtonijská planeta

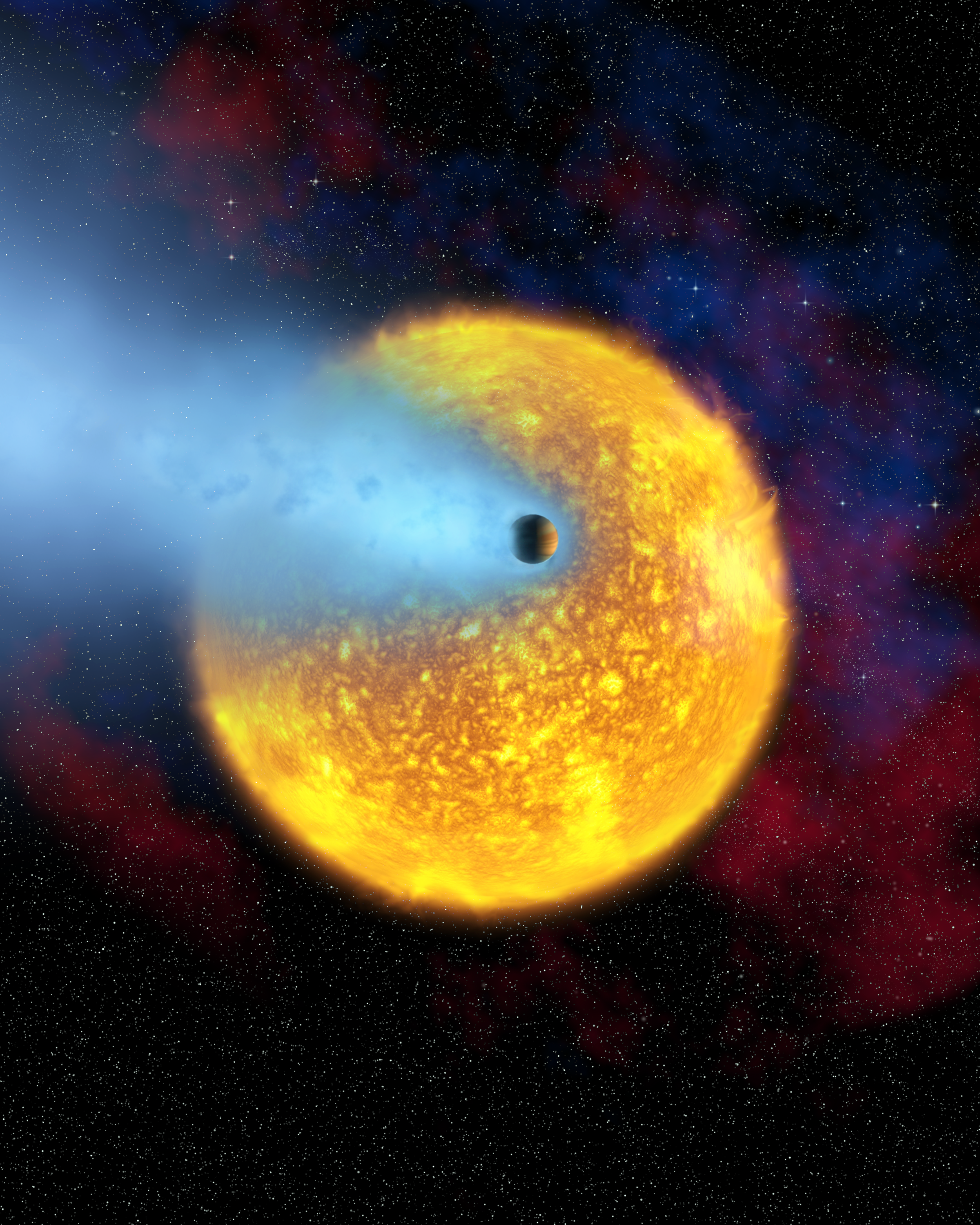
Malířova představa exoplanety HD 209458 b obíhající mateřskou hvězdu.

Chtonijská planeta je hypotetická třída vesmírných těles, jejichž převážně vodíkové a heliové atmosféry byly odbourány do volného kosmického prostoru. Tento proces, nazývaný hydrodynamický únik, je pravděpodobný v důsledku těsné vzdálenosti mezi plynným obrem a jeho mateřskou hvězdou. Obnažený pozůstatek se může v mnoha ohledech podobat terestrickým planetám.

## Etymologie
Slovo „chtonijská“ pochází z řeckého Χθών (čteno „chthón“), což znamená „země“. Termín byl zaveden Hébrardem a jeho kolegy a obecně odkazuje na řecké chthonické bohy, spojované s podsvětím.

## Možné příklady
Příkladem planet, které by mohly být chtonijské, jsou:
- HD 209458 b – plynný obr, jehož atmosféra je v procesu odstraňování. Tento proces však bude trvat miliardy let.[2]
- CoRoT-7b – první objevená exoplaneta, která by mohla být chtonijská.[3][4]
- TOI-849 b – planeta s vysokou hustotou, hmotnější než Neptun, nacházející se v oblasti známé jako „neptuniánská poušť“. Tato oblast představuje pás blízký mateřským hvězdám, kde se planety o velikosti Neptunu nebo větší vyskytují jen vzácně. Důvodem je intenzivní záření hvězdy, které způsobuje odpařování atmosféry těchto planet.[5]

## Země jako chtonijská planeta
V roce 2018 Jan Měšťan přišel během soutěže FameLab jako první na světě s myšlenkou, že planeta Země je chtonijskou planetou. Jeho myšlenka byla citována také chemickým inženýrem Richardem Croninem. Jan se tématem nadále zabývá a v roce 2025 na něj upozornil i ve veřejné kampani na crowdfundingové platformě Startovač.

## Původní název
V anglické literatuře je tento typ planet známý jako Chthonian planets. V češtině se užívá přirozenějšího názvu chtonijská planeta, který odpovídá českým pravidlům pro přepis a výslovnost.